# Atambua
Atambua – miasto w Indonezji na wyspie Timor w prowincji Małe Wyspy Sundajskie Wschodnie. Ośrodek administracyjny kabupatenu Belu.